# Acre (есмінець)
«Акрі» (порт. Acre) — військовий корабель, ескадрений міноносець типу «Амазонас», що перебував на озброєнні військово-морського флоту Бразилії у 1950—1970-х роках.
«Акрі» був закладений 28 грудня 1940 року на верфі компанії Arsenal de Marinha do Rio de Janeiro у Ріо-де-Жанейро. Будівництво здійснювалося за модифікованим британським проєктом есмінців типу «H» разом із використання американського обладнання та озброєння, насамперед артилерії головного калібру, для заміни шести застарілих есмінцівтипу «Журуа». 30 травня 1945 року він був спущений на воду, а 10 грудня 1951 року увійшов до складу ВМС Бразилії.

## Історія служби
31 січня 1953 року корабель увійшов до складу 2-ї ескадри 1-ї ескадри ескадрених міноносців. Тоді ж його бортовий номер змінили на D-10. У серпні 1956 року есмінець представляв ВМС Бразилії на святкуванні Дня незалежності Уругваю, а наприкінці листопада того ж року взяв участь у десантних навчаннях під кодовою назвою «Бадежу». Через три роки корабель брав участь в ідентичних навчаннях, цього разу під назвою «Корвіна». З січня по вересень 1960 року есмінець пройшов модернізацію: одна гармата калібру 127 мм і чотири 20-мм гармати «Ерлікон» зняли, а замість них встановили подвійну 40-мм гарматну установку (на базі Mark 1 Mod 6); також здвоєні торпедні апарати замінили на два здвоєних Mark 14 Mod 12.
У 1963 році структуру ВМС Бразилії реорганізували, і «Акрі» увійшов до складу 21-ї ескадри 2-ї ескадри ескадрених міноносців. З 18 березня по 19 квітня 1966 року «Акрі» разом з однотипними есмінцями «Арагуарі» та «Амазонас» брав участь у навчальному поході, а потім разом з есмінцем «Маріс е Баррос» брав участь у військово-морському параді біля Мар-дель-Плата. У 1968 році корабель був одним з учасників маневрів «Unitas IX» (серпень — вересень), а також навчань під кодовою назвою «Atlantis I» (листопад — грудень). У січні 1969 року есмінець взяв участь у навчальному поході разом з крейсером «Тамандаре», а з 6 лютого по 29 березня — у міжнародних навчаннях «Спрінгборд 69» і «Верітас II» в Карибському морі (разом з «Пара», «Парана», «Піауї», «Санта-Катаріна», «Арагуарі» і «Маріз е Баррос»). У 1970—1971 роках корабель пройшов на верфі капітальний ремонт і після його завершення брав участь у низці навчальних походів до 1973 року.
Виключений зі списків флоту 26 липня 1974 року. За час служби есмінець перебував у морі 1056 діб, пройшовши за цей час 295 435 морських миль.